# The Smiths
The Smiths sono stati un gruppo pop rock britannico, formatosi a Manchester nel 1982.
La band, formata da Morrissey (voce), Johnny Marr (chitarra), Andy Rourke (basso) e Mike Joyce (batteria), raggiunta la popolarità negli anni ottanta, è diventata una delle più importanti band alternative rock emerse nella scena indie del periodo ed ha esercitato una grande influenza nello sviluppo della musica rock degli anni successivi, ed è considerato il "gruppo guitar pop più importante del decennio" da Simon Goddard. Nel 2002 un sondaggio condotto dalla rivista NME ha decretato gli Smiths la "band più influente di tutti i tempi".
Gli Smiths sono stati scritturati dall'etichetta indipendente Rough Trade Records, con cui hanno pubblicato quattro album in studio: The Smiths (1984), Meat Is Murder (1985), The Queen Is Dead (1986) e Strangeways, Here We Come (1987). Tutti compaiono nella lista dei 500 migliori album secondo Rolling Stone. Nella nuova versione della lista, stilata nel 2020, è presente solo The Queen is Dead.
Svariati singoli del gruppo sono entrati tra le prime venti posizioni della classifica britannica dei singoli e tutti e cinque gli album nella top 5 della classifica britannica degli album (di cui uno salito al primo posto). In seguito allo scioglimento degli Smiths nel 1987, Morrissey e Marr hanno intrapreso entrambi la carriera solista.
Nel 2014 e nel 2015 gli Smiths sono stati nominati per l'ingresso nella Rock and Roll Hall of Fame.

## Storia

### Gli inizi
Gli Smiths vennero fondati nel 1982 a Manchester dallo scrittore Steven Patrick Morrissey e il giornalista musicale e chitarrista John Maher (che subito dopo cambia il suo nome in Johnny Marr, per evitare confusione con l'omonimo batterista dei Buzzcocks). Morrissey nasce nel 1959 a Hulme, nella periferia di Manchester, da una coppia di immigrati cattolici irlandesi. La sua gioventù trascorsa in solitudine e la separazione dei genitori spingono il giovane ad appassionarsi alla letteratura inglese, specialmente in quella di Oscar Wilde e Shelagh Delaney, di cui rimarranno tracce ben identificabili in molte delle sue liriche. Crescendo inizia ad appassionarsi alla musica e soprattutto al fenomeno glam, che prende piede in Inghilterra nei primi anni settanta grazie a band quali New York Dolls, David Bowie, Marc Bolan e i suoi T. Rex o Roxy Music. Marr è invece nato ad Ardwick ed è di quattro anni più giovane di Steven Patrick, è figlio di immigrati irlandesi provenienti da Athy, nella contea di Kildare. Nel 1975 frequenta la Roman Catholic St Augustine's Grammar School e coltiva aspirazioni di diventare un calciatore professionista, tanto che riesce a ottenere un provino con il Nottingham Forest e con il Manchester City, squadra di cui è tifoso. Vegano (come anche Morrissey) dal 1985, anche Marr, sin da adolescente, coltiva una passione per la musica dei New York Dolls e per lo stile di chitarristi come Keith Richards, Neil Young, Marc Bolan e soprattutto Roger McGuinn, dei Byrds, da cui poi attingerà quel tipico suono jingle-jangle, destinato a identificare indissolubilmente la musica degli Smiths.
L'incontro tra i due avviene tramite una conoscenza comune, Steve "Pommy" Pomfret, chitarrista provetto che già qualche tempo prima aveva provato a mettere in piedi una band assieme a Morrissey. "Prendemmo l'autobus 263" racconta Pomfret "e arrivammo a casa di Morrissey. Venne ad aprirci sua sorella e io le chiesi se Steven era in casa. Ci mise un secolo a scendere le scale. Gli dissi: " Ciao Steven, vorrei farti conoscere un mio amico, Johnny " (Marr, ndr). Steven disse, venite di sopra. Io dissi, Johnny è un musicista e vorrebbe metter su un gruppo. Ti interessa? Mi aspettavo che mi dicesse che non era per niente interessato. E invece fece, oh sì, sì! Era tutto eccitato, per quanto può esserlo lui. Allora lo misi di fronte a Johnny e loro iniziarono a parlare. In quel momento capii che ero già fuori, fuori da tutto quanto. Anche se fossi stato il più grande chitarrista del mondo non c'era posto per me in quella band".
"Ho aperto la porta, un giorno, e lui era lì." ricorda Morrissey "Sembra davvero fantasia, ma è esattamente come è successo. Poi mi disse: "Ti piacerebbe scrivere, e formare un gruppo?". È stato tutto molto strano per me perché avevo provato a formare una band per tanto tempo e proprio in quel periodo in cui lui è venuto da me, io avevo deciso che non avrei più provato. E poi tutto è successo."
Il nome The Smiths viene scelto, da Morrissey e Marr, in parte come reazione nei confronti dei nomi usati dalle band synthpop che spopolavano in quei primi anni ottanta, considerati troppo di fantasia e pomposi (vedi Duran Duran, Orchestral Manoeuvres in the Dark o Spandau Ballet) e anche perché, secondo lo stesso Morrissey "era il nome più comune ed era tempo che la gente comune del mondo mostrasse il proprio volto".
Dopo le prime prove, i due tengono una serie di provini per cercare un batterista. Tra i candidati vi è Simon Wolstencroft (più tardi nei Fall) che viene reclutato per registrare alcuni demo tape, prima di essere definitivamente sostituito, nell'autunno del 1982, con Mike Joyce, già membro della punk band The Hoax and Victim. Con l'aggiunta del bassista Dale Hibbert, già tecnico di registrazione dei primi demo del gruppo, la band fa il suo debutto live come spalla dei Blue Rondo a la Turk, al Ritz di Manchester, il 4 ottobre del 1982 con un setlist di soli tre brani: The Hand That Rocks The Cradle, Suffer Little Children, Handsome Devil e la reinterpretazione di I Want A Boy For My Birthday dei Cookies.
In un'intervista del 2009, Marr, raccontando quel debutto ricorda soprattutto "il terrore e il grande vuoto che c'era in sala, con solo circa 11 persone presenti. Mi ricordo che ero così nervoso e mentre camminavo sul palco ho sbattuto la mia chitarra e ho sentito il fragore e ho capito che si era completamente scordata e ho pensato, tra me e me 'O questo è un presagio pessimo per il resto della mia potenziale carriera oppure forse mi sono sbarazzato di tutta la sfortuna proprio in questo momento'. È stato un inizio davvero infausto per la mia carriera".
A causa dello stile di Hibbert e la sua personalità, giudicati poco affini a quelli del resto del gruppo, viene sostituito dopo quel primo concerto con un amico d'infanzia di Marr, Andy Rourke. Con questa lineup definitiva (con Morrissey, Marr, Joyce e Rourke), Un'altra loro esibizione viene apprezzata da diversi talent scout delle etichette, presenti tra il pubblico. A quel tempo, la band ha rifiutato un contratto discografico con la Factory Records di Manchester.

### I primi singoli
Il 6 maggio del 1983, dopo un concerto alla University of London Union (il settimo degli Smiths), un emissario della Rough Trade, arrivato sul posto per guardare la band, li convince a firmare il loro primo contratto discografico con l'etichetta indipendente londinese che, pochi giorni dopo, il 13 maggio, pubblica il loro singolo di debutto, Hand in Glove. "Abbiamo avuto un sacco di etichette interessate a noi." racconta Morrissey, intervistato nel gennaio del 1984 "Ma mi piaceva il fatto che alla Rough Trade sembravano con i piedi per terra e che fossero molto schietti".
Scritto nel gennaio dello stesso anno, il brano viene registrato il mese seguente presso gli Strawberry Studios di Stockport in un'unica session (finanziata dal loro manager Joe Moss, al costo di 250 sterline) e prodotto dal gruppo stesso. Come spiega Marr, intervistato dal Sunday Times "Quella canzone è nata una sera di domenica, a casa ai miei genitori. Ho iniziato a suonare questo riff su una chitarra scadente e Angie - che ora è mia moglie - era con me e continuava a dire che era veramente buono. Ero nel panico perché non avevo nulla per registrare, quindi abbiamo deciso di guidare fino casa di Morrissey che aveva un registratore. Mi sono seduto nella parte posteriore della vettura a suonare quel riff più e più volte in modo da non dimenticarlo. Circa cinque giorni dopo stavamo provando e Morrissey ha voluto rifare il brano. Quando lo abbiamo sentito con la sua voce eravamo tutti entusiasti! Da allora è stato e sempre sarà il nostro primo singolo."
L'uscita di Hand in Glove eleva il profilo della band che, una settimana dopo la sua uscita, ottiene le prime recensioni positive sui principali rotocalchi musicali permettendo al gruppo di ricevere l'invito per partecipare alle sessioni di registrazione del popolare show di BBC Radio 1 di John Peel.
A seguire, nel mese di ottobre del 1983, esce il secondo singolo This Charming Man che, scritto appositamente per lo show di Peel, viene pubblicato al posto del previsto Reel Around the Fountain, bloccato dalla Rough Trade a causa delle polemiche per dei presunti riferimenti alla pedofilia contenuti nei testi, denunciati dal quotidiano The Sun, in seguito condannato per diffamazione. A differenza del primo singolo, This Charming Man riesce a entrare nella Official Singles Chart, posizionandosi al numero 25 e catalizzando sulla band una sempre più crescente attenzione da parte del pubblico.
Nel gennaio del 1984 è la volta di What Difference Does It Make?, registrato un anno prima alla BBC Radio 1, il cui testo allude a una relazione sentimentale (ma non necessariamente omosessuale) in cui il protagonista viene abbandonato dal partner, timoroso di conoscere la verità sulla natura sessuale dell'amante. Il singolo si rivela uno dei primi successi commerciali della band, scalando la classifica dei singoli nel Regno Unito, fino a piazzarsi al dodicesimo posto.
Nell'estate del 1983, Morrissey e Marr, concretizzano anche un vecchio progetto di collaborazione con Sandie Shaw, celebrità degli anni sessanta che presta la sua voce per realizzare un singolo con Hand in Glove, I Don't Owe You Anything e Jeane (precedentemente edita come b-side di This Charming Man). Shaw fa lo stesso condividendo occasionalmente il palco con la band mancuniana (compresa un'apparizione a piedi nudi a Top of the Pops). "Siamo molto contenti dell'intero prodotto che dovrebbe essere pubblicato molto presto." dichiara Morrissey, a proposito del progetto, in un'intervista del 1984 "È solo un singolo, ma credo che sia un disco incredibilmente importante, sicuramente per lei. Abbiamo già avuto tanta attenzione da parte dei media, e così molti dei migliori dj del paese (Inghilterra, ndr) sono desiderosi di avere il singolo e in un certo senso, sembra quasi un disco di successo prima ancora di essere pubblicato. L'ho adorata (Sandie Shaw, ndr) per tanto tempo e lavorare con lei è un'emozione impensabile. Ero incredibilmente nervoso la prima volta che l'ho incontrata, ma lei è una persona semplice, sembrava proprio come se la conoscessi da anni e anni e anni. Ma ora siamo diventati amici e io la vedo abbastanza spesso, ed è davvero una cosa meravigliosa per me."

### The Smiths
A metà del 1983 gli Smiths iniziano a registrare il loro primo album. Grazie al suggerimento di Geoff Travis, manager della Rough Trade, la band seleziona Troy Tate (ex chitarrista dei Teardrop Explodes) come produttore per le session che si svolgono negli studi Elefant, a Wapping dove, durante il mese successivo, registrano 14 canzoni.
Nel mese di agosto, il gruppo, chiamato da BBC Radio 1 per la registrazione di uno show radiofonico, ha modo di conoscere il produttore John Porter a cui consegnano un demo di quelle session per un eventuale missaggio. Porter ascolta i brani e concluse che quelle registrazioni erano irrecuperabili, perché stonate e fuori tempo, offrendosi quindi di registrare nuovamente l'album da capo, cosa che di fatto avviene, nel settembre 1983. A lavoro finito, Morrissey ha espresso i suoi dubbi dicendo che l'album, secondo lui non è abbastanza buono. Tuttavia, il cantante, accetta comunque il nuovo prodotto finito a causa del costo dell'operazione che tocca agli Smiths le 6.000 sterline.
Nel febbraio del 1984 gli Smiths, che possono contare su un significativo seguito di appassionati, è pronta per il lancio del primo album The Smiths, destinato a raggiungere la seconda posizione nella classifica inglese. "Tutti gli elementi degli Smiths ci sono." disse Marr, intervistato dal magazine Sound: "Non c'è niente di perso, ne sono sicuro. Il nostro produttore è stato perfetto per noi. Ha colto alcune sottigliezze incredibili ma allo stesso tempo abbiamo aggiunto alcune cose con un solo paio di takes".
The Smiths lascia già intendere qual è la direzione sonora intrapresa dalla band di Morrissey, con canzoni che fanno perno sugli arpeggi della chitarra di Marr e la voce nasale di Morrissey, che intona liriche decadenti, ironiche e accorate. Tra i brani vi sono Still Ill, dalla ritmica incalzante e dal passo quasi funky, What Difference Does It Make?, con un orecchiabile fraseggio di chitarra,  This Charming Man, inserita come bonus track dell'edizione americana e Suffer Little Children. Quest'ultima fa riferimento ai cosiddetti Moors Murders («omicidi della brughiera») che sconvolsero l'intera Gran Bretagna negli anni sessanta e a seguito dei quali i parenti dei bambini coinvolti protestarono; il pezzo si schiera dalla parte delle vittime ed è considerata una delle canzoni più personali che Morrissey abbia mai scritto.
Il 1984 vede anche la pubblicazione di un paio di singoli, non inclusi nel primo album. Heaven Knows I'm Miserable Now il cui titolo cita una vecchia hit della stessa Shaw, Heaven Knows I'm Missing Him Now, che diviene il primo successo della band a entrare nella Top Ten e che segna anche l'inizio del rapporto di lavoro con il produttore Stephen Street, qui presente nelle vesti di ingegnere del suono. E poi William, It Was Really Nothing, dedicata da Morrissey all'amico Billy Mackenzie, frontman degli The Associates, e la cui b-side contiene una della canzoni più popolari degli Smiths, How Soon Is Now?.
L'anno si conclude con l'album Hatful of Hollow, raccolta di singoli, b-sides e brani provenienti dalle session per BBC Radio 1, registrate durante gli show radiofonici di John Peel e David Jensen.

### Meat Is Murder
Dopo la delusione relativa alla produzione dell'album di debutto, Morrissey e Marr producono da soli il loro nuovo album, assistiti solo dall'ingegnere del suono Stephen Street.
All'inizio del 1985, esce quindi Meat Is Murder, che vede la band introdurre posizioni politiche ancor più radicali e polemiche del suo predecessore, compresa la campagna pro-vegetariana annunciata dalla stessa title track e che vede Morrissey (vegetariano convinto) arrivare fino a proibire, al resto del gruppo, di farsi fotografare mentre mangiano carne. Dalla denuncia dei metodi di insegnamento scolastico ai danni degli studenti di The Headmaster Ritual («il rituale del preside») e Barbarism Begins at Home («la barbarie ha inizio in casa propria») fino alle invettive verso i suoi obiettivi di sempre quali la Thatcher e la monarchia britannica in Nowhere Fast, l'album è da considerare un amaro appello contro l'edonismo della società inglese.
Coerentemente con il percorso intrapreso dalla band, Morrissey stesso non rinuncia a dare una connotazione fortemente politica anche al suo personaggio, generando ulteriori controversie come, ad esempio, quella nei confronti della Band Aid, il gruppo musicale formato da numerosi artisti britannici e riunito, per scopi benefici, da Bob Geldof, accusato da Morrissey di ipocrisia. "Non ho paura a dire che penso che la Band Aid è stata diabolica. O di dire che penso che Bob Geldof sia un personaggio nauseante. Molte persone lo ritengono molto inquietante e io lo dirò forte come qualcuno forse si aspetta da me. Il disco era veramente terribile, considerando anche la massa di talenti coinvolti. Uno può avere grande preoccupazione per il popolo etiope, ma è un'altra cosa rispetto a infliggere torture quotidiane al popolo inglese. E non è stato fatto timidamente, era la cosa più ipocrita mai fatta nella storia della musica popolare. Persone come la Thatcher e la famiglia reale potrebbero risolvere il problema etiope in dieci secondi. Ma la Band Aid ha evitato di dire questo, rivolgendosi invece ai disoccupati"
Dal punto di vista musicale, il disco sperimenta nuove sonorità come confermano i riff rockabilly di Marr in Rusholme Ruffians, il sound funky del basso di Rourke in Barbarism Begins at Home, fino all'effetto vibrato della chitarra in How Soon Is Now?, brano non compreso nella prima versione del disco ma aggiunto in tutte le ristampe successive.
Commercialmente Meat Is Murder si rivela un successo tanto da raggiungere, unico album degli Smiths (compilation escluse) la prima posizione nella classifica inglese. L'unico singolo estratto dal disco, That Joke Isn't Funny Anymore, non riscuote invece lo stesso successo di vendite, posizionandosi al numero 49 nella classifica.
Nel settembre del 1985 esce The Boy with the Thorn in His Side che arriva al numero 23 della Official Singles Chart, preludio al successivo album The Queen Is Dead.

### The Queen Is Dead
Nell'ultima parte del 1985, la band porta a termine un tour segnato da una lunga serie di concerti sold out, sia nel Regno Unito che negli Stati Uniti. Nelle pause tra un concerto e l'altro, il chitarrista Johnny Marr, scrive diverse nuove canzoni elaborando gli arrangiamenti, con il bassista Andy Rourke e il batterista Mike Joyce, durante il soundcheck dei vari concerti.
Nel mese di novembre del 1985, i quattro registrano il singolo Bigmouth Strikes Again, anticipazione del terzo album in studio della band, The Queen Is Dead. Una disputa legale con la Rough Trade, però, ne ritarda l'uscita e sia Marr che Morrissey incominciano a subire lo stress provocato dalla pressione attorno alla band e dalle responsabilità gestionali che Marr stesso, nelle veci di manager del gruppo, è costretto ad affrontare. Come in seguito il chitarrista racconterà su NME "Il logorìo psicofisico non era che un lato della medaglia; stavo veramente male. Quando finì la tournée, tutto quanto stava diventando un po' pericoloso. Bevevo più di quanto riuscissi a reggere".
Se Meat Is Murder si era rivelato, a posteriori, un disco abbastanza interlocutorio, The Queen Is Dead, pubblicato nel mese di giugno del 1986, sotto la supervisione del produttore Stephen Street, viene ritenuto un salto in avanti verso nuovi orizzonti musicali e lirici che sintetizza la cifra stilistica del gruppo.
L'album conta della presenza di brani di varia ispirazione, come ad esempio la tonalità in minore di Bigmouth, i richiami rockabilly di Vicar in a Tutu, il pop acustico di Cemetery Gates e The Boy with the Thorn in His Side, fino alla malinconia di I Know It's Over e There Is a Light That Never Goes Out. Stesso discorso per le liriche di Morrissey il quale recita testi sarcastici, divertenti e con polemici riferimenti ai costumi sociali britannici.
Il disco scala rapidamente le classifiche di vendita fino a raggiungere la seconda posizione, grazie a singoli di successo che gli fanno da traino, ma anche, in parte, all'involontaria spinta pubblicitaria dovuta alle controversie anti-monarchiche causate dall'irriverente titolo, La Regina è Morta. Morrissey, difatti, non ha mai nascosto il suo "disprezzo per la famiglia reale. L'ho sempre disprezzata. È un nonsense fiabesco, l'idea stessa della loro esistenza in giorni come questi, durante i quali la gente muore quotidianamente perché non ha abbastanza denaro per pagarsi il riscaldamento, secondo me è immorale".
Anche se, sempre secondo il frontman, "il riferimento, in questo caso, non è necessariamente alla regina Elisabetta. C'è un'ambiguità nel titolo: la vecchia regina in realtà è riferito a me. Così, quando mi linceranno o mi inchioderanno alla croce, avrò la botola per scivolare via. Ma, detto questo, la canzone è certamente un'osservazione generale sullo stato della nazione".
"La canzone" sempre secondo Morrissey "esisteva, e ho pensato che fosse così forte che meritava particolare attenzione, tanto da diventare la title track. Un altro aspetto era che nessun gruppo da Top 10, o qualsiasi gruppo inglese con un elevato status, stava cercando di esprimersi con un linguaggio riflessivo. E quindi ho pensato che come titolo, The Queen Is Dead, tra Invisible Touch (dei Genesis, ndr) e Kind of Magic (dei Queen, ndr), avrebbe potuto far riflettere".
Nel frattempo, all'inizio del 1986, Andy Rourke viene allontanato dalla band, a causa di continui problemi con l'eroina. Il bassista riceve l'annuncio del licenziamento tramite un post-it attaccato da Morrissey al parabrezza della sua macchina, sul quale il cantante scrive: "Andy - hai abbandonato gli Smiths. Addio e buona fortuna". Rourke viene quindi temporaneamente rimpiazzato al basso da Craig Gannon, ma re-inserito dopo appena un paio di settimane. Con Gannon mantenuto in organico (e spostato alla chitarra ritmica), gli Smiths, registrano altri due brani, Panic e Ask (con Kirsty MacColl ai cori), e partono per un tour promozionale mondiale.

### Strangeways, Here We Come
Il singolo Shoplifters of the World Unite, uscita all'inizio del 1987, è una delle canzoni degli Smiths preferite da Morrissey, e raggiunge il numero 12 della classifica inglese.
L'uscita del singolo viene seguita da una seconda raccolta, The World Won't Listen, il cui titolo rappresenta la rabbia di Morrissey riguardo alla mancanza di riconoscimenti ufficiali, di pubblico e di vendite, da parte della band. La compilation raggiunge comunque la seconda posizione della classifica e il brano Sheila Take a Bow diventa il secondo (ed ultimo durante il periodo di attività del gruppo) singolo degli Smiths a raggiungere la Top 10.
Nel settembre del 1987 esce il quarto album in studio, Strangeways, Here We Come, che prende il titolo dalla vecchia prigione di Manchester, conosciuta come Strangeways Prison. L'album, registrato presso gli studi Sala Lana di Beckington, in Inghilterra, sempre con Stephen Street nella vesti di co-produttore, musicalmente vede un certo allontanamento del gruppo dal tipico sound jangle jingle, caratteristica distintiva di un po' tutti i lavori precedenti, che lascia il posto a tutta una serie di nuove indicazioni su possibili percorsi di evoluzione stilistica della band.
Nonostante i crescenti dissidi interni tra i vari componenti del gruppo, le session di registrazione dell'album vengono effettuate in un'atmosfera pressoché serena ricordate da Andy Rourke addirittura come "il momento migliore che noi quattro abbiamo mai trascorso in uno studio insieme". Lo stesso Morrissey, intervistato dal Melody Maker, nel settembre del 1987, rivela come: "Strangeways raggiunge quella perfezione di testi e musica che gli Smiths non hanno mai avuto. È di gran lunga il miglior disco che abbiamo mai fatto".
Il disco raggiunge la seconda posizione nella chart inglese e ottiene un discreto successo anche in America, nonostante un'accoglienza tiepida da parte della critica. Il successo dell'album e la momentanea tranquillità in studio non riescono però a dissipare del tutto il latente rancore tra Morrissey e Marr, sempre più divisi da profonde visioni riguardo all'attività artistica della band mancuniana e in merito ai possibili sviluppi commerciali dell'intero progetto The Smiths.
Dopo I Started Something I Couldn't Finish, un altro paio di singoli vengono estratti dall'album: Stop Me If You Think You've Heard This One Before e soprattutto Last Night I Dreamt That Somebody Loved Me, pubblicato l'11 dicembre del 1987 e citato spesso (e in momenti diversi) da Marr e Morrissey come canzone preferita degli Smiths, che resterà di fatto l'ultima uscita singola della band di Manchester.
Sempre nel 1987, un'altra raccolta (la terza), intitolata Louder Than Bombs, viene preparata per conquistare il mercato americano; la compilation contiene, difatti, praticamente lo stesso materiale incluso su The World Won't Listen, con l'aggiunta di Sheila Take a Bow e brani tratti dalla primissima raccolta, Hatful of Hollow, che all'epoca non era stata ancora pubblicata oltreoceano.

### Lo scioglimento e il live postumoRank
Nonostante il loro continuo successo, una serie di tensioni emerse all'interno della band fanno da preludio a una possibile rottura. Nel mese di agosto del 1987, viene reso noto un primo comunicato in cui Johnny Marr, esausto e con problemi di alcolismo, annuncia la volontà di prendersi una pausa dalla band dovuta anche, come rivela lo stesso, in un'intervista a NME, non a tensioni personali quanto al desiderio di una svolta musicale alla sua carriera.
Con Marr fuori dal gruppo, la band entra in studio per registrare del nuovo materiale con Ivor Perry (ex Easterhouse) alla chitarra, tra cui una prima versione di Bengali in Platforms. Il tentativo di cercare un altro chitarrista simile a Marr non dà nessun risultato positivo e così, quando Strangeways, Here We Come esce, la band ha cessato di esistere. La rottura dei rapporti è da attribuire principalmente al controverso rapporto tra Morrissey e Marr: il primo disturbato dalle tante collaborazioni e dai numerosi progetti paralleli del chitarrista con altre band; mentre Marr, dal canto suo, si sarebbe sentito sempre più frustrato dalla inflessibilità e rigidità musicale di Morrissey oltre che dall'ossessione del frontman di realizzare cover di artisti pop degli anni sessanta quali, ad esempio, Twinkle e Cilla Black.
Riferendosi alle ultime session del gruppo, Marr dichiara: "Ho scritto io I Keep Mine Hidden, ma odiavo Work Is a Four Letter Word. Quella è stata davvero la goccia che ha fatto traboccare il vaso. Non ho formato una band per suonare le canzoni di Cilla Black". In diverse interviste post-Smiths, Morrissey e Marr individueranno nella mancanza di una figura manageriale e nella conseguente troppa pressione su loro stessi la principale causa che di fatto ha messo fine alla band.
Nel 1988, a un anno di distanza dalla rottura, esce l'album dal vivo postumo Rank. Registrato durante il tour del 1986 (come quintetto, con Craig Gannon ancora nel gruppo), l'album riesce comunque a ripetere il successo di classifica (in Inghilterra) dei precedenti lavori del gruppo.

### La fine in tribunale
Nel 1996, una controversia sui diritti d'autore avviata dal batterista Mike Joyce contro gli ex sodali Morrissey e Johnny Marr, porta gli Smiths in tribunale. Sostenendo di non aver mai accettato la quota del dieci per cento sulle royalties dei profitti derivanti dai dischi e dai live, Mike Joyce reclama il diritto a un quarto dei profitti accumulati dalla band di Manchester.
Il giudice di primo grado della High Court inglese, nelle motivazioni della sentenza in cui ordina il pagamento di un milione di sterline a favore di Joyce, descrive il cantante come "subdolo, truculento e inaffidabile". Morrissey presenta poi il ricorso, presso la Corte d'Appello, sulla base del fatto che, secondo lui, gli Smiths non sono mai stati una joint-venture paritetica e che Joyce e Rourke hanno in realtà ruoli marginali, di soli esecutori, mentre lui e Johnny Marr sono il vero cuore del gruppo: unici fautori del songwriting, degli affari e dei contratti della band.
Morrissey perde però anche il ricorso e Joyce si vede quindi riconosciuto il diritto ad aumentare la sua quota al venticinque per cento e a ricevere il milione di sterline, come risarcimento sui mancati guadagni arretrati.
Lo stesso non avviene per Rourke che, per poter pagare i suoi debiti, nel 1989, ha invece optato per una somma forfettaria di 83.000 sterline più il dieci per cento delle royalties, rinunciando così a qualsiasi ulteriore futura rivendicazione.

### Il dopo-Smiths
Dopo la separazione della band, Morrissey inizia a lavorare alla propria carriera solista collaborando con il produttore Stephen Street e con il chitarrista Vini Reilly, ex Durutti Column. Il debutto da solista Viva Hate, viene pubblicato solo dopo sei mesi dalla rottura con gli ex sodali e raggiunge il numero uno nella classifica inglese. Morrissey continua ancora oggi a lavorare come artista apprezzato di successo. È stato elencato al novantaquattresimo posto della classifica dei 100 geni viventi compilata dal quotidiano inglese Daily Telegraph e tra i cento grandi cantanti di tutti i tempi, in una classifica stilata nel 2008 dalla rivista Rolling Stone. Per diversi anni, dopo la separazione del gruppo, si espresso negativamente riguardo alle varie ipotesi di riunire la sua vecchia band, spingendosi fino a dire che "preferirebbe mangiare i suoi testicoli che riformare gli Smiths, e questo detto da un vegetariano".
Johnny Marr è tornato sulla scena musicale nel 1989 con il supergruppo Electronic (assieme all'ex New Order Bernard Sumner e a Neil Tennant dei Pet Shop Boys), pubblicando tre album in dieci anni. Marr è stato anche membro dei The The, con cui ha registrato due album tra il 1989 e il 1993, ha inoltre collaborato, come semplice musicista, per artisti quali The Pretenders, Bryan Ferry, Pet Shop Boys, Billy Bragg, Black Grapes, Talking Heads e Crowded House. Nel 2000, Marr, ha reclutato il batterista Zak Starkey (figlio di Ringo Starr), il chitarrista Lee Spencer e l'ex bassista dei Kula Shaker, Alonza Bevan, per formare la sua nuova band, Johnny Marr and the Healers, il cui album di debutto, Boomslang, è stato pubblicato nel 2003 e vede Marr autore dei testi e voce principale. L'uscita del secondo album, inizialmente prevista per l'aprile del 2005, è stata per il momento cancellata. Nel 2006 il chitarrista ha iniziato a collaborare con la band Modest Mouse, divenendone un membro a pieno titolo, nella formazione allestita per il successivo tour promozionale. Il successivo album realizzato nel 2007 dalla band statunitense, We Were Dead Before The Ship Even Sank, vede Marr nella veste di musicista e autore di alcune canzoni. Il disco ha raggiunto la posizione numero uno delle classifiche americane (Billboard 200), la prima volta per un album che vede coinvolto l'ex chitarrista degli Smiths. Attualmente risiede a Manchester con la moglie Angie e i loro due figli, Sonny e Nile, ed è membro onorario di Rock For Kids, l'associazione no-profit che fornisce educazione musicale per i bambini meno abbienti di Chicago.
Andy Rourke e Mike Joyce inizialmente hanno continuato lavorare insieme, nelle session di registrazione dei lavori di Sinéad O'Connor e (nuovamente) con Morrissey, nel biennio 1988-89. Joyce, durante gli anni novanta, ha collaborato con i Buzzcocks, con Julian Cope, P.P. Arnold e con Pete Wylie e ha inoltre lavorato con John Lydon nei Public Image Ltd.. Nell'ottobre del 2007, assieme all'ex Oasis Bonehead al basso, è stato impegnato in un tour nel Regno Unito per Vinny Peculiar. Nel febbraio 2009, Joyce ha inaugurato un suo programma radiofonico (Alternative Therapy) per Manchester Radio Online. Nel mese di aprile del 2010, ha trasferito il suo show a Radio East Village, cambiando il nome del programma in Mike Joyce's Coalition Chart Show.
Lavora spesso come DJ nei club di tutto il mondo.
Rourke ha suonato e registrato con i Pretenders, Killing Joke, Badly Drawn Boy, Aziz Ibrahim (ex Stone Roses), e con i Moondog One, band dell'ex chitarrista degli Oasis Bonehead, che include anche Mike Joyce e Craig Gannon. Ha anche militato nella band Freebass (pubblicando con loro un album) assieme a Peter Hook dei New Order e a Mani ex bassista degli Stone Roses, fino all'agosto del 2010 quando è stato comunicato, attraverso il sito web della band, la sua defezione dal gruppo. Più recentemente ha iniziato un progetto chiamato Jetlag (con Ole Koretsky): oltre a registrare i propri brani, hanno realizzato un remix del brano Breakneck Speed, dei Tokyo Police Club.
Negli anni ci sono stati diversi tentativi di riunire gli Smiths. Nel marzo 2006, Morrissey, ha rivelato che alla band erano stati offerti 5 milioni di dollari per riunirsi per uno spettacolo al Coachella Festival. Quando gli è stato chiesto il perché del rifiuto, ha risposto "Mi sento come se avessi lavorato molto duramente dopo la fine degli Smiths molto più degli altri. Quindi perché dovrei dare loro un risalto che non hanno guadagnato? Noi non siamo amici, non ci vediamo l'un l'altro. Perché mai dovremmo essere su un palco insieme? È stato un viaggio fantastico e poi è finita. Non mi sentivo di dover finire e volevo continuare. Marr voleva farla finita. E questo è tutto."
Nel settembre del 2008 Morrissey e Marr si incontrarono per discutere riguardo la possibilità di riformare la band. In un'intervista uscita nel 2016, pubblicata sul The Guardian, Marr ha raccontato l'incontro, avvenuto in un pub di Manchester. I due, che non si frequentavano da10 anni, dopo i soliti preamboli, iniziarono a discutere nello specifico della possibilità che la band si riformasse: "In quel momento" racconta Marr "ci è sembrato che, con le giuste intenzioni, si potesse effettivamente fare e che potesse persino essere grandioso. Avrei comunque lavorato all'album con i Cribs, e anche Morrissey aveva un disco in uscita. Siamo rimasti insieme per un po' di tempo ancora, e dopo ancora più succo d'arancia (per me) e ancora birra (per lui) ci siamo abbracciati e ci siamo salutati. Ero sinceramente contento di essere tornato in contatto con Morrissey. [...] Per quattro giorni è stata una prospettiva molto concreta. Avremmo dovuto trovare qualcuno di nuovo alla batteria, ma se gli Smiths avessero voluto riformarsi, avrebbero reso un sacco di gente molto felice, e con tutta la nostra esperienza potevamo anche essere meglio di prima". I due pianificarono di incontrarsi di nuovo, ma poi, conclude Marr "all'improvviso c'è stato il silenzio radio. La nostra comunicazione è finita e le cose sono tornate come erano e come mi aspetto che saranno sempre".
Nel febbraio 2009, in un'intervista alla BBC Radio 2, sempre a seguito di ulteriori voci su una riunione imminente, Morrissey ha smentito categoricamente dichiarando "La gente mi chiede sempre di reunion e io non riesco a capire il perché. Il passato sembra un luogo lontano, e ora sono soddisfatto." Nello stesso anno, Marr ha ricordato che "ci hanno offerto 50 milioni di dollari per tre o forse cinque show" aggiungendo che le probabilità di una riunione non avevano "niente a che fare con i soldi" e che le ragioni erano "davvero astratte".
Il 19 maggio 2023, all'età di 59 anni, il bassista Andy Rourke è morto dopo una lunga battaglia contro un cancro al pancreas. Per Johnny Marr, che era amico di Rourke sin dall'infanzia: "Andy sarà ricordato come un'anima gentile e bella da coloro che lo hanno conosciuto e come un musicista estremamente dotato dagli appassionati di musica".
Nel mese di agosto del 2024 Morrissey ha dichiarato, attraverso il suo sito, di aver ricevuto una ricca offerta per un tour mondiale degli Smiths da parte della AEG Entertainment Group. Offerta che però, Marr, avrebbe ignorato.
A settembre del 2024 Morrissey ha accusato Marr di aver acquisito i diritti e il 100% della proprietà intellettuale sul nome The Smiths, senza prima consultarlo, impedendogli così di utilizzarlo e creando le condizioni per poter andare in tour con quel nome e con un altro cantante. Secondo Morrissey, Marr avrebbe anche bloccato l'uscita di una nuova raccolta di successi degli Smiths, prevista per il 2024 e intitolata 'Smiths Rule OK!'.

## Stile musicale
Lo stile musicale è un pop che fonde il rock degli anni sessanta e il post-punk, marcando una netta differenza con la dance-pop contemporanea basata sull'uso del sintetizzatore. Il sound della Rickenbacker di Marr è sovente caratterizzato da un piglio jangle che ricorda quello di Roger McGuinn dei Byrds. Vengono anche considerati esponenti dell'indie pop, dell'indie rock e del rock alternativo.

### Metodo compositivo
Fin quando il gruppo è esistito, Morrissey e Marr, ne hanno dettato la direzione musicale. "Era una cosa al 50/50 tra Morrissey e me" disse Marr intervistato nel 1990 "Ed eravamo completamente in sintonia su quale strada dovevamo percorrere per ogni disco".
Per quanto riguarda Marr, il suono e lo stile delle sue chitarre, risente dell'influenza di artisti anche molto diversi tra loro e, in alcuni casi, lontani dalle sonorità degli Smiths, come Keith Richards dei The Rolling Stones, Marc Bolan dei T. Rex, James Williamson degli Stooges, Nile Rodgers, Bert Jansch, Richard Lloyd dei Television, John McGeoch dei Siouxsie and the Banshees. Da tutte queste diverse influenze, oltre che grazie a un talento quasi unico, Marr riuscì a esprimere uno stile ed un sound personalissimo e che, negli anni post-Smiths, ha (a sua volta) influenzato decine di chitarristi, anche di successo internazionale. John Squire, chitarra storica degli Stone Roses e Noel Gallagher degli Oasis, solo per citare due concittadini di Marr, hanno spesso riconosciuto la loro grande stima nei confronti dell'ex-Smiths. Come anche Ed O'Brien, chitarrista dei Radiohead, che ha più volte ammesso di aver idolatrato Marr e gli Smiths negli anni ottanta, riconoscendo in Marr il motivo che l'aveva spinto a prendere in mano una chitarra da adolescente.
Marr, oltre che al sound della sua chitarra, ha spesso dedicato la sua attenzione anche alla produzione musicale del gruppo, citando spesso Phil Spector, tra gli altri, come proprio modello di riferimento.
Il ruolo di Morrissey nella band era quello di creare melodie vocali e di occuparsi dei testi. Le sue liriche, spesso influenzate, a livello contenutistico, dal suo interesse per la classe operaia e il realismo sociale raccontano storie malinconiche di cuori infranti o alla ricerca di un nuovo amore. Storie di disperazione e tristezza ma attraverso testi a volte anche esilaranti, o a volte tragicamente struggenti, ma sempre accesi da una tagliente ironia con cui spesso introduce l'ascoltatore al suo introverso e personale mondo. Il suo songwriting prende comunque spunto dal punk-rock e da gruppi post-punk come i New York Dolls, i Cramps e i Cult, oltre che da interpreti degli anni sessanta quali Dusty Springfield, Sandie Shaw, Marianne Faithfull e Timi Yuro. Liriche sempre profondamente poetiche, versi che hanno saputo catturare le emozioni dell'ascoltatore tanto da guadagnarsi successo (tanto agognato a inizio carriera) e devozione eterna da parte dei suoi fans.

## Le copertine
Molto importante è stata la cura che gli Smiths hanno sempre riservato alle copertine dei singoli e degli album, uno stile visivo unico, in grado di stabilire un'estetica visiva coerente e immediatamente identificabile, pur senza mai apparire (il gruppo) sulla parte frontale di nessuna delle loro cover.
Glamour, erotismo, iconografia, nostalgia e ambiguità di genere raffigurati tramite star di culto del cinema o della cultura pop in generale, scelte su diretta indicazione di Morrissey, con la direzione artistica (su quasi tutti) del suo assistente personale Jo Slee, partnership che durò fino all'inizio degli anni novanta, fino alla prima fase della carriera solista del cantante. Un processo di creazione che lo stesso Slee racconta in un suo libro pubblicato nel 1994, dal titolo Peepholism: Into the Art of Morrissey.
Spesso caratterizzate da immagini a colori (di solito in bicromia), l'artwork delle copertine, comprendeva raramente qualsiasi altro testo al di fuori del solo nome della band (nei singoli) e del disco (negli album). Tra le cover stars riprodotte personaggi quali Alain Delon, Jean Marais, Joe Dallesandro, Alexandra Bastedo, Elvis Presley e James Dean, oppure figure della cultura britannica degli anni sessanta come Viv Nicholson, Pat Phoenix, Yootha Joyce, Shelagh Delaney o, addirittura, immagini di modelli sconosciuti, tratte da vecchi film o riviste.
"Le copertine erano parte integrante del gruppo" secondo Geoff Travis, capo della Rough Trade "E Morrissey era il migliore a crearli. Non abbiamo mai dato dei suggerimenti per fare meglio."
"Il resto della band non aveva alcun coinvolgimento nella creazione delle copertine" dichiarò Johnny Marr "Ero più che felice che andasse in quel modo. Perché ogni volta che ho visto l'artwork sono sempre stato felice, impressionato e sorpreso. Quello che Morrissey ha fatto è stato di prendere tutte queste influenze che significavano qualcosa per lui, provenienti da posti molto diversi, e dare loro una continuità. I fans degli Smiths potevano identificarsi immediatamente."
Mentre la maggior parte dei soggetti diedero il consenso all'utilizzo delle loro immagini, altri non furono così compiacenti. Terence Stamp, ad esempio, la cui foto avrebbe dovuto essere utilizzata per il singolo What Difference Does It Make?, chiese inizialmente di essere rimosso dalla copertina del disco, per poi concedere la liberatoria all'uso. Altri ancora furono invece più decisi nel negarsi: Albert Finney (uno degli attori preferiti da Morrissey) rifiutò di essere rappresentato sulla copertina del singolo Heaven Knows I'm Miserable Now, come anche George Best (per The Boy with the Thorn in His Side) o Harvey Keitel (per Strangeways, Here We Come).

## Impatto culturale
Nella loro seppur breve carriera, l'influenza esercitata dagli Smiths, sia a livello musicale che più in generale a livello culturale, è stata riconosciuta da più parti e il tributo che molti hanno riconosciuto alla band mancuniana ha assunto, nel corso di questi anni, le forme più disparate. Una loro canzone (Shakespeare's Sister), ad esempio, diede il nome al duo delle Shakespears Sister, band new wave attiva tra il 1988 e il 1992.
Nel 1998 lo scrittore e saggista canadese Douglas Coupland, ha invece intitolato il suo quinto romanzo Girlfriend in a Coma (riprendendo il titolo della medesima canzone degli Smiths). Titolo scelto perché, secondo Coupland "È chiaramente descrittivo del libro, ma è anche un ringraziamento a loro (Smiths, ndr) per avermi fatto da colonna sonora in alcuni momenti della mia vita". Anche altri testi e titoli delle canzoni degli Smiths sono citati all'interno del libro, come Bigmouth Strikes Again, Hand in Glove, e The Queen Is Dead. La pubblicazione italiana del terzo romanzo dell'autore britannico Jonathan Coe è intitolata Questa notte mi ha aperto gli occhi, traduzione letterale del brano degli Smiths This night has opened my eyes. Il libro narra la storia di un commesso di un negozio di dischi, nella Londra dei primi anni ottanta e ogni capitolo si apre con una citazione tratta da una canzone degli Smiths. Il titolo originale del romanzo (The dwarves of death) non contiene invece alcun riferimento alla band.
Anche il mondo dei fumetti ha voluto tributare questo riconoscimento verso la band: un progetto dalla Comic-Con di Tucson, chiamato Unite and Take Over (il cui titolo è ripreso da un verso dal brano Shoplifters of the World Unite), nell'agosto del 2011 ha reclutato infatti artisti di fumetti per creare una raccolta di storie basate su canzoni degli Smiths. Tra le canzoni selezionate ci sono Girlfriend in a Coma, How Soon Is Now?, Rubber Ring, Stop Me If You Think You've Heard This One Before, Cemetry Gates e altre ancora. Ogni canzone sarà trasformata in una storia da quattro a otto pagine..
A livello musicale, nel 1996, per celebrare il decimo anniversario dall'uscita dell'album The Queen Is Dead, il magazine francese Les Inrockuptibles, ha pubblicato una versione del disco dal titolo The Smiths Is Dead riarrangiata da artisti degli anni novanta quali Supergrass, The High Llamas, Billy Bragg, Placebo, Bis, Therapy?, Divine Comedy, Frank and Walters, e Boo Radleys. Nel 2000, invece, anche la fanzine italiana dedicata a Morrissey, Speedway, ha pubblicato un album di tributo intitolato There Is A Light That Never Goes Out, in cui 21 band internazionali e italiane sono state chiamate a registrare una versione della loro canzone preferita degli Smiths..
Nel 1999 il gruppo Tre Allegri Ragazzi Morti, ha pubblicato una versione in italiano del brano Ask, intitolata Dimmi e contenuta nel loro secondo album Mostri e normali.
Lo stile chitarristico di Marr influenzò importanti band successive quali Stone Roses e Oasis.

## Formazione
- Morrissey - voce (1982-1987)
- Johnny Marr - chitarra (1982-1987)
- Andy Rourke - basso (1982-1987)
- Mike Joyce - batteria (1982-1987)

## Altri componenti
- Simon Wolstencroft - Batteria (1982)
- Dale Hibbert - Basso (1982), lasciò la band dopo un solo concerto
- Craig Gannon - Basso (inizio 1986 in sostituzione di Andy Rourke), Chitarra ritmica (fino a ottobre 1986), definito come il ''Quinto Smith''

## Discografia

### Album in studio
Tutti gli album seguenti sono pubblicati da Rough Trade Records.
- 1984 – The Smiths
- 1985 – Meat Is Murder
- 1986 – The Queen Is Dead
- 1987 – Strangeways, Here We Come

### Album dal vivo
- 1988 – Rank (Rough Trade Records) (live)

### Raccolte
- 1984 – Hatful of Hollow (Rough Trade Records)
- 1987 – The World Won't Listen (Rough Trade Records)
- 1987 – Louder Than Bombs (Rough Trade Records, USA)
- 1988 – Stop Me (RCA Victor, JPN)
- 1992 – Best...I (Warner Music)
- 1992 – ...Best II (Warner Music)
- 1995 – Singles (Warner Music)
- 2001 – The Very Best of The Smiths (Warner Music)
- 2008 – The Sound of The Smiths (Rhino Records/WEA)
- 2008 – The Smiths Singles Box (Rhino Records/WEA)
- 2011 – The Smiths Complete (Rhino Records/Warner)